# Сюрваж, Леопольд
Леопольд Сюрваж, собственно Леопольд Фридрих Штюрцваге  (фр.  Léopold Survage, Leopold Friedrich Sturzwage; 31 марта 1879, Лаппеэнранта, по другим сведениям, Москва – 3 июня 1968, Париж) – русский, французский художник финско-датского происхождения, был близок к Парижской школе.

## Биография и творчество
По отцу – финн, сын хозяина фортепианной фабрики. Родился в Российской империи, крещен как протестант. Учился коммерции, брал уроки фортепиано. В 1886 потерял мать. Поступил в Московское училище живописи, ваяния и зодчества, учился у Коровина и Пастернака. Был близок к кругу журнала Золотое руно, познакомился и начал выставляться вместе с Архипенко, Ларионовым, Гончаровой; братьями Бурлюк, Давидом и Владимиром. Приехал с женой в Париж в 1908, взял несколько уроков у Матисса. В 1910 выставлялся в Москве вместе с группой Бубновый валет, в 1911, при содействии Архипенко,  несколько его вещей были представлены на парижском Осеннем салоне.
Занялся проблемами синтеза цвета и ритма, пытался соединить их с техникой кино, предвосхитив поиски Ханса Рихтера и Викинга Эггелинга в области абстрактного кино и поиски абстракционизма в целом. Несколько работ в таком духе были представлены на Осеннем салоне (1913) и Салоне независимых (1914), замечены Аполлинером, попытка предложить разработки фирме Gaumont не дала результата (в 1929 эти поиски стали в США предметом обстоятельной монографии Сэмюэла Патнема, но и здесь не получили применения).
С 1917 делил в Париже студию с Модильяни. Первая персональная выставка состоялась в 1917 при поддержке Аполлинера.  Испытал воздействие Шагала. В 1921 участвовал в коллективной выставке Мастера кубизма. После 1922 двинулся от кубизма к неоклассицизму. Сотрудничал с Русским балетом Дягилева, оформлял постановку оперы Стравинского Мавра  в парижской Опера (1922). Сотрудничал с Луи Жуве. В 1927 получил французское гражданство. Занимался гобеленным искусством, рисунками по тканям, работал на фирму Chanel (1933). К концу 1930-х сблизился с Андре Массоном, в его творчестве  усилились фантастические и аллегорические мотивы. В 1937 принимал участие в оформлении Всемирной выставки в Париже. В 1950-1960-х годах занимался в основном монументальной живописью.
В 1963 году был награждён орденом Почётного легиона.

## Сюрваж о живописи
- Écrits sur la peinture: Léopold Survage/ Hélène Seyrès, ed.  Paris: L'Archipel, 1992.